# Trachelas mexicanus
Trachelas mexicanus är en spindelart som beskrevs av Banks 1898. Trachelas mexicanus ingår i släktet Trachelas och familjen flinkspindlar. Inga underarter finns listade i Catalogue of Life.